# Гаро, Гийом
Гийом Гаро (фр. Guillaume Garot; род. 29 мая 1966 года в Лавале, Майенн) — французский политический деятель, член социалистической партии, мэр и депутат Национального собрания от города Лаваль, председатель городской коммуны Лаваль. 21 июня 2012 года он назначен заместителем по вопросам продовольственной политики министра сельского хозяйства во втором правительстве Жан-Марка Эро.

## Профессиональная карьера
Гийом Гаро — сын политика Жоржа Гаро (депутата Европейского парламента в 1997—2004 годах). Среднее образование получил в лицее им. Анри Руссо в Лаваль, перешел в лицей им. Шатобриана, потом в Институт Политических исследований в Париже. В 1985 году вступил в Социалистическую партию.
Сначала работает в мэрии 18-го округа Парижа в качестве руководителя кабинета Даниэля Вайяна, потом в качестве его советника в Министерстве Внутренних Дел. С 2002 года работает вместе с Бертраном Деланоэ, мэром Парижа, занимается подготовкой его речей и публичных выступлений. В 2005 году он становится политическим советником Кристофа Кареша, заместителя мэра Парижа по вопросам безопасности.
Он выставляет свою кандидатуру на муниципальных выборах в Лаваль в 2001 году и на парламентских выборах 2002 года от первого избирательного округа Майенн, но оба раза проигрывает Франсуа д’Оберу. В 2004 году избран генеральным советником Майенн в кантоне Лаваль-Юго-запад.
Избирается первым секретарем федерального правления Социалистической партии и становится главой объединенного левого крыла Лаваль и Генерального Совета Майенн.
17 июня 2007 года ему удается победить Франсуа д’Обера, который баллотировался на 7-й срок, имея 50,6 % голосов избирателей. Таким образом, он становится первым депутатом Майенн от левых сил, избранным большинством голосов. Вначале он работает в группе "Социалистов, радикалов, граждан и других левых сил, член комиссии по экономике, окружающей среде и территорий, потом в комиссии по национальной безопасности и вооруженным силам.
В соответствии с законом о совмещении мандатов, после избрания депутатом он прерывает срок полномочий муниципального советника.
На муниципальных выборах 2008 года он возглавляет единый список 4 партий: Союз за народное движение — демократическое движение, центристов, Рабочую борьбу и Независимое движение рабочих окраин и иммигрантов, которых поддерживает Революционно-коммунистическая лига.
9 марта 2008 года он избирается мэром Лаваль в первом туре, набрав 50,24 % голосов против 43,03 % голосов своего основного противника мэра Франсуа д’Обера, члена Союза за народное движение. Эти выборы стали поворотным моментом для левых сил, пришедших к власти после тринадцатилетнего перерыва.
В 2008 году Гийом Гаро активно поддерживает кандидатуру Сеголен Руаяль на съезде Социалистической партии в Реймсе, в 2009 году становится её пресс-секретарем. В 2009 году эксперты консалтинговой компании признали его заслуги в ходе парламентской сессии 2008—2009 годов.
Во втором туре парламентских выборов 2012 года он легко одерживает победу в первом округе Маейнн, набрав 58,5 % голосов.
21 июня 2012 года он назначен Министром уполномоченным по вопросам продовольственной политики в правительстве Жан-Марка Эро. Согласно закону о не совмещении мандатов, он оставляет пост мэра Лаваль и Председателя городской коммуны Лаваль в пользу Жан-Кристофа Боайе соответственно 9 и 12 июля 2012 года.

## Полномочия
- 19 марта 2001 — 16 июля 2007: Муниципальный советник Лаваль (Майенн).
- 28 марта 2004 — 16 марта 2008: Член генерального совета Майенн (избран от кантона Лаваль-Юго-запад).
- 20 июня 2007 — 21 июля 2012: Депутат парламента от первого округа Майенн[3].
- С 2008 по 2012 год: Мэр Лаваль и председатель городской коммуны Лаваль.
- С 21 июня 2012 года: Заместитель по вопросам продовольственной политики в Министерстве сельского хозяйства.